# Сацюк, Ольга
О́льга Сацюк (бел. Вольга Сацюк; род. 2 августа 1993, Кобрин, Брестская область) — белорусская певица. Первая представительница своей страны на «Детском Евровидении — 2003».

## Биография
Ольга Сацюк родилась 2 августа 1993 года в Кобрине Брестской области (Белоруссия).
Начала заниматься музыкой с пяти лет. Юная исполнительница участвовала во многих детских песенных конкурсах.
2003 год ознаменовался для исполнительницы важным событием: 9-летняя Сацюк представила Белоруссию на первом конкурсе песни «Детское Евровидение — 2003» с песней «Танцуй». С результатом в 103 балла, Сацюк заняла четвёртое место. Исполнительница стала первой представительницей Белоруссии на детском конкурсе.

«Несмотря на плотный график, я все успевала. Успела научиться ездить на велосипеде в перерыве между съемками и даже разбить колено! Подготовка к „Евровидению“ и сам конкурс заставили меня быстро повзрослеть и научили делать свою работу профессионально, но, тем не менее, у меня было прекрасное детство, я жалею только о том, что оно такое короткое.»— Ольга Сацюк
Обладает тремя Гранд-премиями и званием лауреата Специального фонда Президента Республики Беларусь по поддержке талантливой молодёжи.
В 2000-х годах Сацюк периодически появлялась на белорусском телевидении. Работала телеведущей на канале «Беларусь 3», где вела Национальный хит-парад «Сто песень для Беларусі» совместно с Дмитрием Карасём. В начале 2010-х годов исполнительница стала участницей группы «Верасята».
В 2016 году Ольга окончила БГУКИ.